# ジュウドウズ
『ジュウドウズ』は、近藤信輔による日本の漫画作品。『ジャンプLIVE』（集英社）2号に読切版が掲載された後、『週刊少年ジャンプ』（集英社）2014年41号より2015年8号まで連載された。話数単位は「第○話」。

## 概要
近藤にとっては『烈!!!伊達先パイ』以来の連載であったが1年で終了し、『少年ジャンプ+』2015年3月29日と4月5日に本誌連載版の過去を描いた『ジュウドウズ外伝 柔も轟に』も短期連載で終了した。これ以降は連載がとれなくなり、2018年夏にバトル漫画を『少年ジャンプ+』連載会議に提出するが掲載には至らす、そのまま講談社へ持ち込み『忍者と極道』として連載を開始した。

## あらすじ
柔道界の頂点、尊道館に現れた少年・柳華（やなぎ はな）は、尊道館の最強選手を一蹴で倒した。その様子を見ていたスポーツ記者の齊藤と水月は柳華を追って、隠れ里の八破羅村へとやってくる。八破羅村は、大坂夏の陣で豊臣軍を打ち破り湧き立っていた徳川軍1万5千人を丸腰で投げ倒した男・田中柔蔵を祖とする柔道の村。日本柔道界を一蹴した華ですら、まだまだひよっこであった。その八破羅村では数年に1度開催される最強を決める柔道バトルロイヤル「柔道頭（ジュウドウズ）」が開催されようとしていた。

## 登場人物
柳華（やなぎ はな）
本作の主人公。通称「柔童子（やわらどうじ）」。
一見ごく普通の柔和な美少年だが、とても高い柔道技術を持っている。ジュウドウズで連続優勝を果たしていた兄を超える目標を持つ。
柔道以外はぼけっとしている。静道場所属。
ジュウドウズ第一夜では岩田我治と対決し勝利。第二夜では斗賀歩武や王屋道場の門下生100名に勝利し、第二夜終了時点で獲得札数第1位。
第三夜では王屋道場の主ある王屋主水と対決する。
齊藤優（さいとう まさる）
週刊集英のスポーツ記者で、筋肉好き。華の強さを見たあと、ジュウドウズに興味を持って、その取材のために八破羅村に来る。モデルはジュウドウズの担当編集者。
水月れんげ（みずき れんげ）
齊藤と同じく週間集英のスポーツ記者だがスポーツに興味がなく、美少年が好き。華の事を気に入っており、齊藤と共に八波破羅村に来る。
柳愛女（やなぎ あま）　
華の母。通称「2m40cmの母親熊（ママ・ベアー）」。
柔道も強く、ジュウドウズに参戦している。第二夜終了時点で獲得札数第4位。
第三夜で美樹本と対戦中に朱美たちに見つかり、美樹本とともに撤退した。
岩田我治（いわた がち）
通称「暴狗」。
尖った耳と大きく裂けた口、ギザギザの歯が特徴。
得意技は超高速で突進してきての大外刈り"獣道"。ある日訪れた道場で大外刈りを学んだ後に、そこの門下生を全滅した。その後は山にいる動物を相手に修練を積んでいた。今では、我治の足跡を見ただけで、動物たちは怖気づく。
調子に乗って、苛めっ子をしていたが陽志にシメられる。ジュウドウズに参加した目的は陽志に雪辱を果たすため。
自分を水月がいる場所に投げたことによってキレた華に倒される。
実は高校三年生。実家は山の中。
丸間弾(まるま たま)
華の同級生で、高校も同じクラス。通称「鰯児」。
八破羅村最弱だが、ひたすら逃げ回って初日を突破した。静道場所属。
田中陽志（たなか ようじ）
華の兄。八破羅村同様に田中柔蔵が開祖となっている十那賀村へ婿養子に出て、そちらでボディーガードを務めている。
田中柔蔵の生まれ変わりとも称されているほどの実力を誇り、九年前の柔道頭で初参加ながら当時の参加者約二千名全員を一晩で全滅させた。
二十五歳の誕生日に里帰りした。
斗賀歩武(とがあゆむ)
通称「第三の男(ザ・サードマン)」。
ジュウドウズでは毎回最初に陽志に挑み負け続けたため、前回まではランクインしていなかった。相手に振られずに倒す事を信条とする。
第二夜で華と対決。虚月と真月で華を追い詰めるが、華の八破羅式"静"崖蹴落を受けて敗北した。
得意技は強化した足払い"虚月"と両袖を掴み発動する"真月"。
普段は斗賀電器で働いている。
王屋主水（おうや もんど）
王屋道場の主。陽志と唯一引き分けた男。自分が道場主を務める王屋道場の門下生が上位を独占するためならば、卑怯な手も厭わない男。
王屋六郎（おうや ろくろう）
主水の弟。精神に支障をきたしている。
逢塚茂雪（おおつか しげゆき）
通称「折部」。王屋道場のNo.2。主水の命令により百人の門下生に華を襲わせた。
滋水将（しみず しょう）
通称「風鼠」。王屋道場師範代の一人。第三夜で柔入道を瞬殺した。
手堂瑠孔（しゅどう るく）
通称「孔姫様」。王屋道場師範代の一人。三つ編みで眼鏡、黒のセーラー服を着ている女性。第三夜で羅門を瞬殺した。「るりる～。」が口癖。
御島吞（みしま どん）
王屋道場師範代の一人。常に葉巻を銜えている。コンクリートの床に足跡が残るほどの体重がある。
朱美沙羅（あけみ さら）
王屋道場師範代の一人。スーツを着た女性。
佐々部仁吾（ささべ じんご）
王屋道場師範代の一人。巨体で腕が異様に長い。掬い技が得意。
佐々部義織（ささべ よしき）
王屋道場師範代の一人。仁吾の息子。肌は褐色。
佐々部成興（ささべ なおき）
王屋道場師範代の一人。仁吾の息子。肌は白。
美樹本勇（みきもと いさみ）
通称「漆黒女子高生(ビッチブラックギャル)」。クールに振る舞う。第二夜終了時点で獲得札数第2位。第三夜で朱美沙羅と王屋六郎と御島吞に見つかり、愛女に抱きかかえられ、不本意ながら撤退。
羅門丈巳（らもん じょうい）
通称「静かに投げる（サイレントスロウ)」。常に無口で表情も落ち着いている。第三夜では王屋十折の一人手堂瑠孔に敗北し敗退する。
柔入道（やわらにゅどう）
通称「穴蔵の怪物（ケイヴ・モンスター）」。禿頭の中年男性。第二夜終了時点で獲得札数第3位。第三夜では王屋十折の一人滋水将は瞬殺され、敗退。得意技は肩車"極楽車"。
工藤権左（くどう ごんざ）
通称「解体者（バラモン）」。受け身を極めたが、我治に瞬殺された。
吉田拳道（よしだ けんどう）
通称「裏教師」。八破羅高校の教師で華のクラスの担任。
山田虎助（やまだ こすけ）
通称「脳夫」。
流堂海（るどう かい）
通称「獄門僧正」。勇に敗れる。
土橋道灌（どばし どうかん）
通称「疵男」。羅門に負ける。額から鼻にかけて大きな傷跡がある。
浜賀文吾（はまが ぶんご）
通称「滝落」。愛女に敗れる。
真田のぶゆ（さなだ のぶゆ）
通称「智略(インジュニティ)」。穴に潜ってやり過ごそうとするも愛女に見つかって瞬殺された。
静真（しずか まこと）
通称「寝技天国」。医者で華の師匠。華に五感と脳をフル回転させて多対一にも対応できるように指導した。
静道場主。
柳しげる（やなぎ しげる）
愛女の夫で陽志と華の父。無類の酒好き。昔、ジュウドウズで愛女にズタボロにされながらも何度も勝負に挑み、自身が発した言葉を勘違いした愛女と結婚した。若いころはイケメンだった。現在の顔は愛女にズタボロにされた時の腫れた顔が、そのまま定着したもの。
田中柔蔵（たなか じゅうぞう）
「鬼神」と呼ばれた八破羅村など10の村の先祖。1615年大坂夏の陣で戦場に突如現れ、徳川家康含む約15.000人を丸腰で倒す。

## 柔道頭
八破羅村など10つの村で400年間続く柔道バトルロイヤル。
卯月から長月の間の満月の晩、夜8時から12時までの間、村の外で出会った瞬間から試合を開始。
15歳以上の村人全員に参加資格があり、参加者全員に札を配られ、それを柔道などで対決し勝ち取る。勝敗の決定は気絶か降参のみ
村以外には秘密だが現在ではそのうわさを聞きつけた村人以外の人も来るがほぼ初日で敗退する。
その長い歴史の中で初日を通過できた初参加者は三名のみ。
前年度上位10名は第二夜までを免除され、第三夜から参戦可能。
十年に一度10つの村の柔道頭上位五名が神無月の十那賀村で行われる村対抗戦に参加できる。

## 読切との違い
華は前回の優勝者。
本編では華がキレた相手は我治だが、読切では柔入道。
美樹本は本編では黒髪だが、読切では染めている。また、愛女に敗れる。
我治が倒した相手はヘビー級プロボクシング世界第二位のボクサー。
陽志が十那賀村のジュウドウズで第一位になっている。
静真が羅門を倒した後に我治に見つかった際、体力を考えて逃走した。

## 書誌情報
- 近藤信輔 『ジュウドウズ』 集英社〈ジャンプ・コミックス〉全3巻
  1. 「八破羅越え」2015年1月10日第1刷発行（1月5日発売[集 1]）、ISBN 978-4-08-880279-4
  2. 「虚月」2015年3月9日第1刷発行（3月4日発売[集 2]）、ISBN 978-4-08-880385-2
  3. 「風、一陣」2015年4月8日第1刷発行（4月4日発売[集 3]）、ISBN 978-4-08-880408-8

## 前身
ジュウドウズ
『ジャンプLIVE』2号に掲載された。